# Gary Alexander (ingénieur du son)
Pour les articles homonymes, voir Gary Alexander et Alexander.

Gary Alexander est un ingénieur du son américain.

## Filmographie (sélection)

### Cinéma
- 1977 : Le Convoi de la peur (Sorcerer) de William Friedkin
- 1982 : Creepshow de George Andrew Romero
- 1984 : Philadelphia Experiment (The Philadelphia Experiment) de Stewart Raffill
- 1984 : Le Meilleur (The Natural) de Barry Levinson
- 1984 : Contre toute attente (Against All Odds) de Taylor Hackford
- 1985 : Out of Africa de Sydney Pollack
- 1985 : Invasion USA de Joseph Zito
- 1985 : Le Jour des morts-vivants (Day of the Dead) de George Andrew Romero
- 1986 : Trois amigos ! (Three Amigos) de John Landis
- 1986 : Under the Cherry Moon de Prince
- 1987 : Faux témoin (The Bedroom Window) de Curtis Hanson
- 1988 : Big de Penny Marshall
- 1989 : Susie et les Baker Boys (The Fabulous Baker Boys) de Steven Kloves
- 1989 : Star Trek 5 : L'Ultime Frontière (Star Trek V: The Final Frontier) de William Shatner
- 1989 : Un monde pour nous (Say Anything...) de Cameron Crowe
- 1990 : Les Anges de la nuit (State of Grace) de Phil Joanou
- 1995 : Heat de Michael Mann
- 1997 : Le Chacal (The Jackal) de Michael Caton-Jones
- 1997 : Le Collectionneur (Kiss the Girls) de Gary Fleder
- 1997 : Volte-face (Face/Off) de John Woo
- 1997 : Drôles de pères (Fathers' Day) d'Ivan Reitman
- 1998 : Les Razmoket, le film (The Rugrats Movie) de Norton Virgien et Igor Kovaljov
- 1998 : Pleasantville de Gary Ross
- 1998 : Docteur Dolittle (Dr. Dolittle) de Betty Thomas
- 1998 : Hitman (Sat sau ji wong) de Wei Tung
- 1998 : Blues Brothers 2000 de John Landis
- 1999 : Escapade à New York (The Out-of-Towners) de Sam Weisman

### Télévision
- 1990-1991 : Twin Peaks (30 épisodes)
- 1990-1995 : Beverly Hills 90210 (137 épisodes)
- 1994-1995 : L'Homme à la Rolls (26 épisodes)
- 2004-2006 : Arrested Development (31 épisodes)
- 2004-2008 : Las Vegas (73 épisodes)
- 2005-2008 : Bones (42 épisodes)

## Distinctions

### Récompenses
- Oscar du meilleur mixage de son en 1986 pour Out of Africa
- British Academy Film Award du meilleur son en 1991 pour Susie et les Baker Boys